# Gent–Wevelgem 2022
Das Straßenradrennen Gent–Wevelgem 2022 war die 84. Austragung des belgischen Eintagsrennens. Das Rennen fand am 27. März statt und war Teil der UCI WorldTour 2022.

## Teilnehmende Mannschaften und Fahrer
Neben den 18 UCI WorldTeams starteten auch 7 UCI ProTeams. Mit Ausnahme des UAE Team Emirates nutze jedes Team die sieben Startplätze. Tom Van Asbroeck (Israel-Premier Tech) und Mikkel Bjerg (UAE Team Emirates) nahmen das Rennen nicht in Angriff. Von den insgesamt 172 Fahrern erreichten 106 das Ziel.
Mit dem Titelverteidiger Wout van Aert (Jumbo-Visma), Mads Pedersen (Trek-Segafredo), Alexander Kristoff (Intermarché-Wanty-Gobert Matériaux), Peter Sagan (TotalEnergies), Greg Van Avermaet (AG2R Citroën Team), John Degenkolb (Team DSM) und Edvald Boasson Hagen (TotalEnergies) standen sieben ehemalige Sieger des Rennens am Start.
Als Favoriten galt in erster Linie das Team Jumbo-Visma, das mit Wout Van Aert, Christophe Laporte und Tiesj Benoot gleich mehrere Fahrer mit Siegchancen aufstellte. Dazu kamen Klassiker-Spezialisten wie Kasper Asgreen (Quick-Step Alpha Vinyl Team), Greg Van Avermaet, Oliver Naesen (AG2R Citroën Team), Matej Mohorič (Bahrain-Victorious), Stefan Küng (Groupama-FDJ), Dylan van Baarle, Jhonatan Narváez (beide Ineos Grenadiers), Jasper Stuyven, Mads Pedersen (beide Trek-Segafredo), Peter Sagan, Anthony Turgis (TotalEnergies), Søren Kragh Andersen (Team DSM), Matteo Trentin (UAE Team Emirates), Victor Campenaerts (Lotto Soudal), Iván García Cortina (Movistar Team) und Rasmus Tiller (Uno-X Pro Cycling Team).
Da die letzten rund 30 Kilometer flach ins Ziel führten, bestand auch die Möglichkeit, dass ein Sprinter das Rennen gewann. Neben Fabio Jakobsen (Quick-Step Alpha Vinyl Team) standen auch Arnaud Démare (Groupama-FDJ), Tim Merlier, Jasper Philipsen (beide Alpecin-Fenix), Dylan Groenewegen (Team BikeExchange-Jayco), Elia Viviani (Ineos Grenadiers), Sam Bennett (Bora-Hansgrohe), Alexander Kristoff (Intermarché-Wanty-Gobert Matériaux), Arnaud De Lie (Lotto Soudal) und Pascal Ackermann (UAE Team Emirates) am Start.
Weitere interessante Fahrer waren Biniam Girmay (Intermarché-Wanty-Gobert Matériaux), der bei den zuvor abgehaltenen Klassikern gute Resultate eingefahren hatte und der Cyclocrossweltmeister Thomas Pidcock (Ineos Grenadiers), der nach einer längeren Pause aufgrund von Magenproblemen ins Peloton zurückkehrte.

## Streckenführung
Die Strecke führte über 248 km von Ypern durch Westflandern nach Wevelgem. Nach dem offiziellen Start nahe Zonnebeke führte die Strecke zunächst Richtung Osten bis kurz vor Kortrijk, ehe es zurück nach Ypern ging. Anschließend ging es in die Region De Moeren, die für ihre Windanfälligkeit bekannt ist. Entlang der N8 führte die Strecke nach Veurne, dem nördlichsten Punkt des Rennens, ehe schmale und verwinkelte Straßen zurück nach Süden führten. Nahe der Stadt Poperinge erreichten die Fahrer die flämischen Ardennen. Rund 100 Kilometer vor dem Ziel begann mit dem Scherpenberg die erste Reihe an Anstiegen. Anschließend folgten mit noch 70 zu fahrenden Kilometern drei Schotterstraßen, ehe die zweite Serie von Anstiegen auf dem Programm stand. Der bekannteste und schwierigste Anstieg des Rennens war der Kemmelberg, der insgesamt dreimal von zwei unterschiedlichen Kopfsteinpflaster-Straßen befahren wurde. Der Kemmelberg stellte auch das letzte Hindernis des Rennens da und wurde 34,3 Kilometer vor dem Ziel das letzte Mal überquert. Nach den Anstiegen ging es auf flachen Straßen Richtung Norden nach Ypern und anschließend entlang der N8 nach Westen. Die Zieleinfahrt in Wevelgem befand sich am Ende einer langen und flachen Geraden. Insgesamt standen drei Schotterstraßen, eine Kasseie (Kopfsteinpflasterstraße) und neun Hellingen (kurze steile Anstiege) auf dem Programm.
|                        | km    | Kopfsteinpflaster | Länge (m) | Steigung            | Schotterstraße |
| ---------------------- | ----- | ----------------- | --------- | ------------------- | -------------- |
| Veurnestraat           | 139,2 | ●                 | 1200      |                     |                |
| Scherpenberg           | 152,3 |                   | 1300      | Ø 3 %, max. 5 %     |                |
| Baneberg               | 157   |                   | 1410      | Ø 5,5 %, max. 14 %  |                |
| Monteberg              | 163   |                   | 1560      | Ø 3,9 %, max. 10 %  |                |
| Kemmelberg (Belvedère) | 164,8 | ●                 | 400       | Ø 10,4 %, max. 23 % |                |
| Hill 63                | 177,3 |                   | 1300      |                     | ●              |
| Christmas Truce        | 179,8 |                   | 2100      |                     | ●              |
| The Catacombs          | 182   |                   | 650       |                     | ●              |
| Monteberg              | 195,3 |                   | 1560      | Ø 3,9 %, max. 10 %  |                |
| Kemmelberg (Belvedère) | 197,1 | ●                 | 400       | Ø 10,4 %, max. 23 % |                |
| Scherpenberg           | 204,6 |                   | 1000      | Ø 2,3 %, max. 5 %   |                |
| Baneberg               | 209,3 |                   | 1410      | Ø 5,5 %, max. 14 %  |                |
| Kemmelberg (Ossuaire)  | 214,6 | ●                 | 700       | Ø 10,9 %, max. 25 % |                |
| Ziel                   | 248,9 |                   |           |                     |                |

## Rennverlauf und Rennergebnis
Rund 25 Kilometer nach dem Start setzten sich sieben Fahrer vom Hauptfeld ab. In der Ausreißergruppe vertreten waren: Jelle Wallays (Cofidis), Johan Jacobs (Movistar Team), Alexander Konychev (BikeExchange-Jayco), Nikias Arndt (DSM), Lars Saugstad (Uno-X Pro Cycling Team), Lindsay De Vylder (Sport Vlaanderen-Baloise) und Ludovic Robeet (Bingoal Pauwels Sauces WB). Sie konnten einen maximalen Vorsprung von über sechs Minuten herausfahren.
Rund 105 Kilometer vor dem Ziel kam es im Hauptfeld zu einem Massensturz in den unter anderen auch Florian Sénéchal (Quick-Step Alpha Vinyl), Florian Vermeersch (Alpecin-Fenix) und Niki Terpstra (TotalEnergies) involviert waren. Durch den Sturz kam es zu Lücken im Hauptfeld, wodurch auch Stefan Küng, Arnaud Démare (Groupama-FDJ), Sep Vanmarcke (Israel-Premier Tech) und Thomas Pidcock (Ineos Grenadiers) zurückgefallen waren. Sie konnten jedoch noch vor dem ersten Anstieg, dem Scherpenberg (96,6 Kilometer vor dem Ziel) wieder zum Hauptfeld aufschließen. Der Vorsprung der Ausreißergruppe war mittlerweile auf weniger als zwei Minuten geschmolzen.
Bei der ersten Passage des Kemmelberg fiel Lars Saugstad wegen eines technischen Defektes aus der Ausreißergruppe zurück und wurde wenig später vom Hauptfeld eingeholt. Jhonatan Narváez (Ineos Grenadiers) stürzte bei der Einfahrt in den Kemmelberg und wurde vom Hauptfeld distanziert. Kasper Asgreen (Quick-Step Alpha Vinyl) erhöhte das Tempo im Anstieg und zog das Feld in die Länge. Mit Peter Sagan (TotalEnergies) fiel ein ehemaliger Sieger des Rennens bereits früh aus dem Hauptfeld zurück und konnte nicht mehr aufschließen. Der Vorsprung der Ausreißergruppe betrug nach dem Kemmelberg nur noch rund 30 Sekunden.
79 Kilometer vor dem Ziel setzte sich eine Gruppe von 18 Fahrern im flachen vom Hauptfeld ab. Mit Kasper Asgreen, Greg Van Avermaet (AG2R Citroën Team), Matej Mohorič (Bahrain Victorious), Dylan van Baarle (Ineos Grenadiers), Victor Campenaerts, Arnaud De Lie (beide Lotto Soudal), Biniam Girmay (Intermarché-Wanty-Gobert Matériaux) und Arnaud Démare (Groupama-FDJ) waren starke Fahrer in der Gruppe vertreten. Rund 65 Kilometern vor dem Ziel schlossen sie nach den Schotterpassagen zu der Spitzengruppe auf und konnten zwischenzeitlich einen Vorsprung von 30 Sekunden herausfahren. Dahinter übernahm das Team TotalEnergies die Nachführarbeit und brachte das Hauptfeld 58 Kilometer vor dem Ziel, kurz vor der zweiten Auffahrt des Monteberg, wieder heran.
Bei der zweiten Auffahrt des Kemmelberg, verschärfte Kasper Asgreen erneut das Tempo, wodurch Lücken im Peloton aufgingen. Anschließend folgten mehrere Attacken. Es konnte sich jedoch keine Gruppe entscheidend absetzten.
Auf der dritten und letzten Passage des Kemmelberg, der diesmal von einer anderen Seite befahren wurde, griff Wout van Aert (Jumbo-Visma) rund 34 Kilometer vor dem Ziel an. Der Belgier überquerte die Kuppe das Anstiegs allein, wurde jedoch wenig später von Kasper Asgreen, Mads Pedersen (Trek-Segafredo), Søren Kragh Andersen (DSM), Matej Mohorič und Dylan van Baarle und seinen Teamkollegen Christophe Laporte und Tiesj Benoot (beide Jumbo-Visma) eingeholt. Wenige Sekunden dahinter formierte sich eine Gruppe von rund 30 Fahrern in der sich mit Arnaud Démare, Jasper Philipsen und Tim Merlier (beide Alpecin-Fenix) sprintstarke Fahrer befanden. Nachdem die Gruppen sich zusammenschlossen griff Christophe Laporte kurz vor Ypern (24 Kilometer vor dem Ziel) an und setzte sich mit Biniam Girmay, Jasper Stuyven (Trek-Segafredo) und Dries Van Gestel (TotalEnergies) vom Hauptfeld ab. Greg van Avermaet und Rasmus Tiller (Uno-X Pro Cycling) versuchten die Lücke gemeinsam zu schließen, schafften dies aber nicht und fielen ins Hauptfeld zurück.
Das Quartett arbeitete gut zusammen und konnte einen Vorsprung von etwa 30 Sekunden auf das Hauptfeld halten. Auf dem letzten Kilometer befand sich Christophe Laporte an der ersten Position, als Biniam Girmay 250 Meter vor dem Ziel den Sprint eröffnete. Der Eritreer gewann als erster Afrikaner einen Belgischen Klassiker und sicherte sich den Sieg vor Christophe Laporte und Dries Van Gestel. Platz fünf ging an Søren Kragh Andersen, der versucht hatte die Lücke zu der Spitze Solo zu schließen.
| Platz | Fahrer               | Nation | Team                               | Zeit                   |
| ----- | -------------------- | ------ | ---------------------------------- | ---------------------- |
| 01.   | Biniam Girmay        | ERI    | Intermarché-Wanty-Gobert Matériaux | 5:37:57 h (44,17 km/h) |
| 02.   | Christophe Laporte   | FRA    | Jumbo-Visma                        | "                      |
| 03.   | Dries Van Gestel     | BEL    | TotalEnergies                      | "                      |
| 04.   | Jasper Stuyven       | BEL    | Trek-Segafredo                     | "                      |
| 05.   | Søren Kragh Andersen | DEN    | Team DSM                           | + 0:08 min             |
| 06.   | Tim Merlier          | BEL    | Alpecin-Fenix                      | "                      |
| 07.   | Mads Pedersen        | DEN    | Trek-Segafredo                     | "                      |
| 08.   | Iván García Cortina  | ESP    | Movistar Team                      | "                      |
| 09.   | Matej Mohorič        | SLO    | Bahrain Victorious                 | "                      |
| 10.   | Arnaud Démare        | FRA    | Groupama-FDJ                       | "                      |